# Lijst van burgemeesters van Bleskensgraaf
Bleskensgraaf (01-09-1855 Bleskensgraaf en Hofwegen)
Dit is een lijst van burgemeesters van de voormalige Nederlandse gemeente Bleskensgraaf tot die gemeente in 1855 fuseerde met Hofwegen tot de gemeente Bleskensgraaf en Hofwegen.
| Ambtsperiode | Naam burgemeester                       | Partij of stroming | Bijzonderheden |
| ------------ | --------------------------------------- | ------------------ | --- |
| 1811 - 1816  | Jacob van der Laan                      |                    | tevens president-schepen in 1816 en vanaf 1820 assessor van Bleskensgraaf en hoogwaarsman van de Alblasserwaard 1819-1822.                                           |
| 1819 - 1843  | Eliza Vonck                             |                    | schout/burgemeester, tevens maire/schout/burgemeester van Streefkerk (1812-1849), Peursum (1818?-1844?), Nederslingeland (1818-1842) en Nieuw-Lekkerland (1819-1842) |
| 1844 - 1846  | A. Bons                                 |                    | |
| 1846 - 1850  | Nicolaas Jan Vonck                      |                    | tevens burgemeester van Streefkerk (1850-1853), Nederslingeland (1846-1852), Nieuw-Lekkerland (1846-1854) en Peursum (1847-1852)                                     |
| 1850 - 1853  | Willem Cornelis van den Brandeler       |                    | tevens burgemeester van Molenaarsgraaf, Brandwijk (beide 1850-1853), Wijngaarden en Hofwegen (beide 1852-1853), later burgemeester van onder andere Leiden           |
| 1853 - 1854  | Nicolaas Ahazuerus Cornelis Slotenmaker |                    | tevens burgemeester van Molenaarsgraaf, Brandwijk, Wijngaarden en Hofwegen                                                                                           |